# 대모벌과
대모벌과(Pompilidae)는 말벌상과의 하위 분류로, 거미를 사냥하는 벌들이 속한다. 살아있는 거미를 침으로 마취시킨 후, 굴로 끌고 가서 애벌레의 먹이로 쓴다. 장 앙리 파브르는 대모벌의 생태를 자세히 기록하였다.

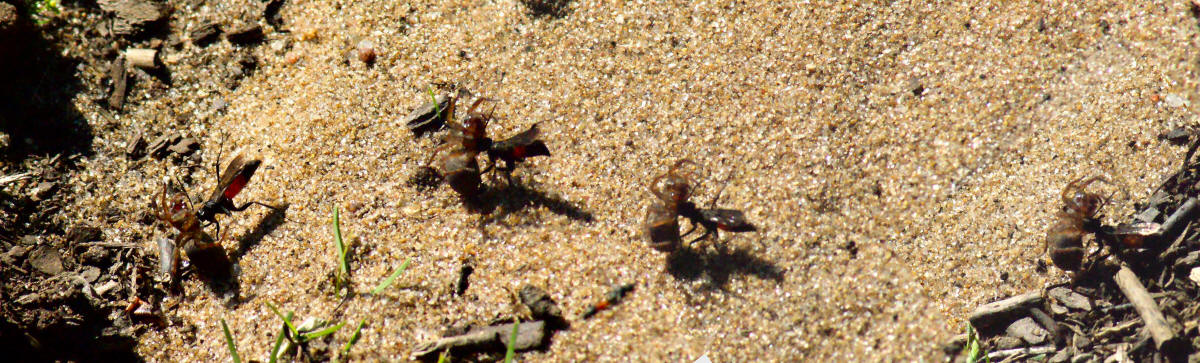
거미를 잡아서 굴로 끌고 가는 대모벌.